# Ermita de Santa Bárbara (Muro de Roda)

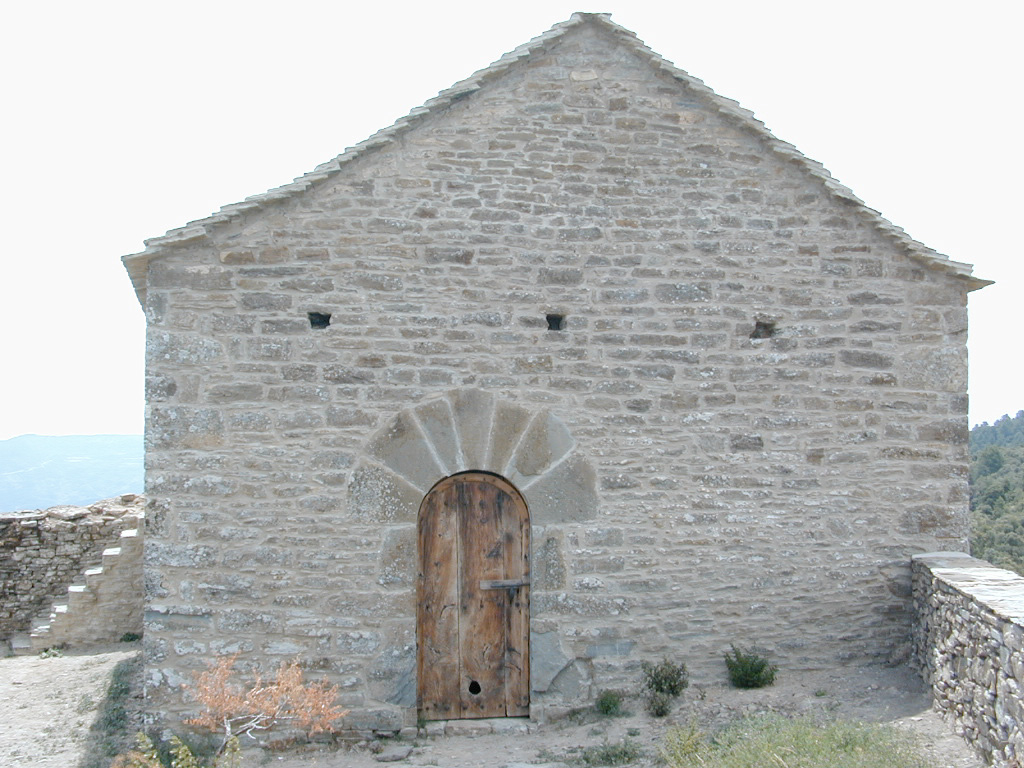
Ermita de Santa Bárbara, Muro de Roda, Huesca.

La ermita de Santa Bárbara es una construcción religiosa del siglo XVII situada en el despoblado de Muro de Roda, municipio de La Fueva, Sobrarbe, provincia de Huesca, Aragón, España.
Al igual que la iglesia de Santa María de la Asunción y el recinto amurallado, ha sido declarada Bien de Interés Cultural (BIC), por la Diputación General de Aragón.
Entre 1997 y 2007 se llevaron a cabo diversos trabajos de restauración.

## Descripción
Se trata de un edificio de planta rectangular construido en mampostería. Posee una sola nave con doble cabecera, crucero y puerta en arco de medio punto a los pies. Tiene cubierta a dos aguas en bóveda de cañón apuntado en la nave y de cañón en los ábsides de la cabecera.
La cabecera se halla alojada en un torreón anejo, quedando integrada en el propio sistema defensivo.